# 福島電力
福島電力株式会社（ふくしまでんりょく）は、福島県双葉郡楢葉町に本社を置く小売電気事業者（電力会社）。特定規模電気事業を営む特定規模電気事業者（新電力）で、電力の売買及び仲介業務、発電及び発電に関する取引及び仲介業務を行っていた。
2018年8月8日、福島地方裁判所いわき支部より破産手続開始決定。

## 概要
2016年10月に設立。登記上の本店は、東日本大震災と福島第一原子力発電所事故による一連の被害を受けた福島県双葉郡楢葉町に置かれた。この本店所在地は、震災との関連性を示すとともに収益の一部が震災復興に還元されるビジネスモデルと相まって、全国営業を展開する上でのアピールポイントとなった。一時は、企業及び一般家庭を中心に契約数が5万件を超えたとされているが、急速な業務拡大に社内体制整備が追いつかず、契約者との間で営業手法や料金請求に関するトラブルが頻発。早々に新規顧客の開拓が行き詰まった。2018年5月18日には電力小売事業からの撤退を公表、同年7月19日には債権者が破産を申し立て、翌8月8日には破産手続が開始されている。
2018年時点で、事業本部が福島県いわき市平字南町に、大阪支社が大阪府大阪市淀川区西中島に存在していた。
福島電力は2022年2月28日に法人格が消滅した。
2022年3月9日、福島電力の自称元顧問の男が起訴された別の詐欺事件の弁護士費用支払いのために、福島電力の資金約217万円を横領したとして、警視庁が同社の社長を業務上横領の疑いで逮捕した。福島電力の使途不明金は3億5千万円超に上り、同庁が詳しい資金の流れを捜査している。3月30日、福島電力の資金1000万円を、同社の株式購入代金に充てる目的で、正式な手続きを経ずに自身の口座に移したとして、警視庁は元社長を業務上横領の疑いで再逮捕した。当時、経理担当の社員だったが、横領した1000万円で福島電力の株式の99％を購入し社長に就任したとされる。2023年7月10日、東京地方裁判所は元社長に懲役2年6月、執行猶予5年の判決を言い渡した。